# 781
781（七百八十一、ななひゃくはちじゅういち）は自然数、また整数において、780の次で782の前の数である。

## 性質
- 781は合成数であり、約数は 1, 11, 71, 781 である。
  - 約数の和は864。
- 236番目の半素数である。1つ前は779、次は785。
- 781 = 50 + 51 + 52 + 53 + 54。
  - a = 5 のときの a0 + a1 + a2 + a3 + a4 の値とみたとき1つ前は341、次は1555。
  - 5の累乗和とみたとき1つ前は156、次は3906。(オンライン整数列大辞典の数列 A003463)
    - 781 = 55 − 1/5 − 1
      - n = 5 のときの nn − 1/n − 1 の値とみたとき1つ前は85、次は9331。(オンライン整数列大辞典の数列 A023037)
      - 素数 p = 5 のときの pp − 1/p − 1 の値とみたとき1つ前は13、次は137257。(オンライン整数列大辞典の数列 A001039)
- 約数の和が781になる数は1個ある。(625) 約数の和1個で表せる140番目の数である。1つ前は776、次は788。
  - 約数の和が奇数になる30番目の奇数である。1つ前は741、次は819。
- 各位の和が16になる51番目の数である。1つ前は772、次は790。
- 781 = 32 + 142 + 242 = 42 + 62 + 272 = 42 + 182 + 212 = 62 + 132 + 242 = 122 + 142 + 212
  - 3つの平方数の和5通りで表せる43番目の数である。1つ前は776、次は786。(オンライン整数列大辞典の数列 A025325)
  - 異なる3つの平方数の和5通りで表せる34番目の数である。1つ前は758、次は819。(オンライン整数列大辞典の数列 A025343)
- 3桁以上の数で最大桁と最小桁で作る数で元の数を割り切れる70番目の数である。1つ前は770、次は792。(オンライン整数列大辞典の数列 A108343)
例．781 ÷ 71 = 11
  - 78…81 の形の数はすべて71の倍数である。

## その他 781 に関連すること
- 西暦781年
- 紀元前781年
- 国鉄781系電車
- コメット連続墜落事故 = 英国海外航空781便墜落事故は、1954年におきたコメット連続墜落事故の一つ。